# Модестин, Флорентин и Флавиан

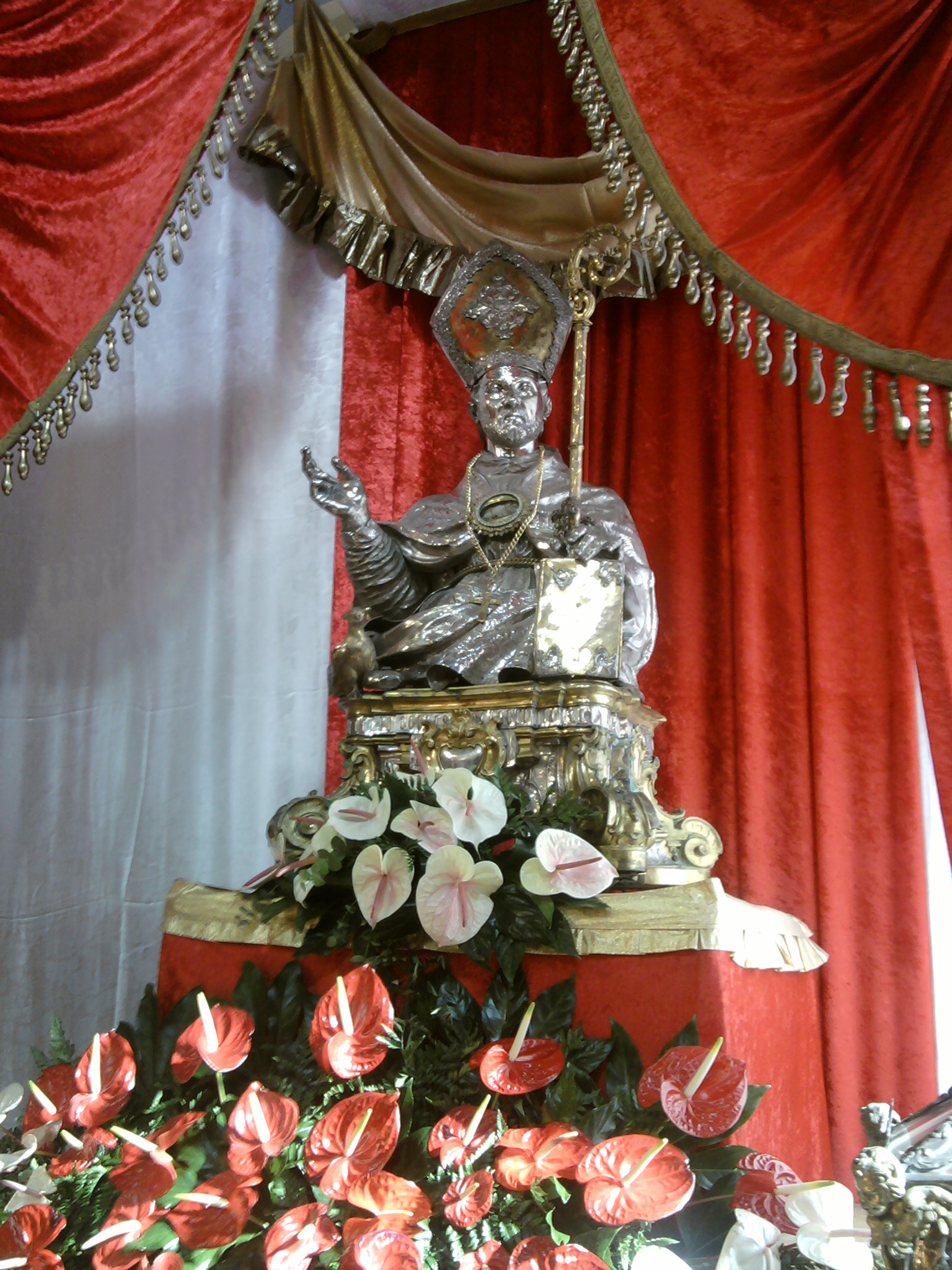
Бюст-реликварий св. Модестин работы Ваккари (Vaccari), XVIII век, собор Авеллино

Модестин, Флоренти́н и Флавиа́н (умучены 14 февраля 311 года) — священномученики из Меркольяно. День памяти — 14 февраля.

## Житие
Средневековая пассия сообщает, что св. Модестин родился в Антиохии около 245 года. Его поставили епископом в 302 году. Он пострадал во время гонений при императоре Диоклетиане. В ту пору он был схвачен, но освободился по Промыслу Божию и вместе со священником Флорентином и диаконом Флавианом отправился в Локри, что в Калабрии. Там он вновь был схвачен по приказу губернатора. Вновь чудесным образом освободившись, он исцелил дочь губернатора, чем привёл его ко Господу. Отправившись в Поццуоли, сопровождаемый Архангелом Михаилом, св.Модестин со товарищи много послужил евангелизации и стал епископом, явив при том многие чудеса. В ходе дальнейших преследований он был схвачен и казнён. Его товарищи, свв. Флорентин и Флавиан, были казнены на другой день, 15 февраля.
Святые Модестин, Флорентий и Флавиан почитаются покровителями городов Меркольяно и Локри, а также епархии Авеллино и епархии Локри-Гераче, Калабрия.

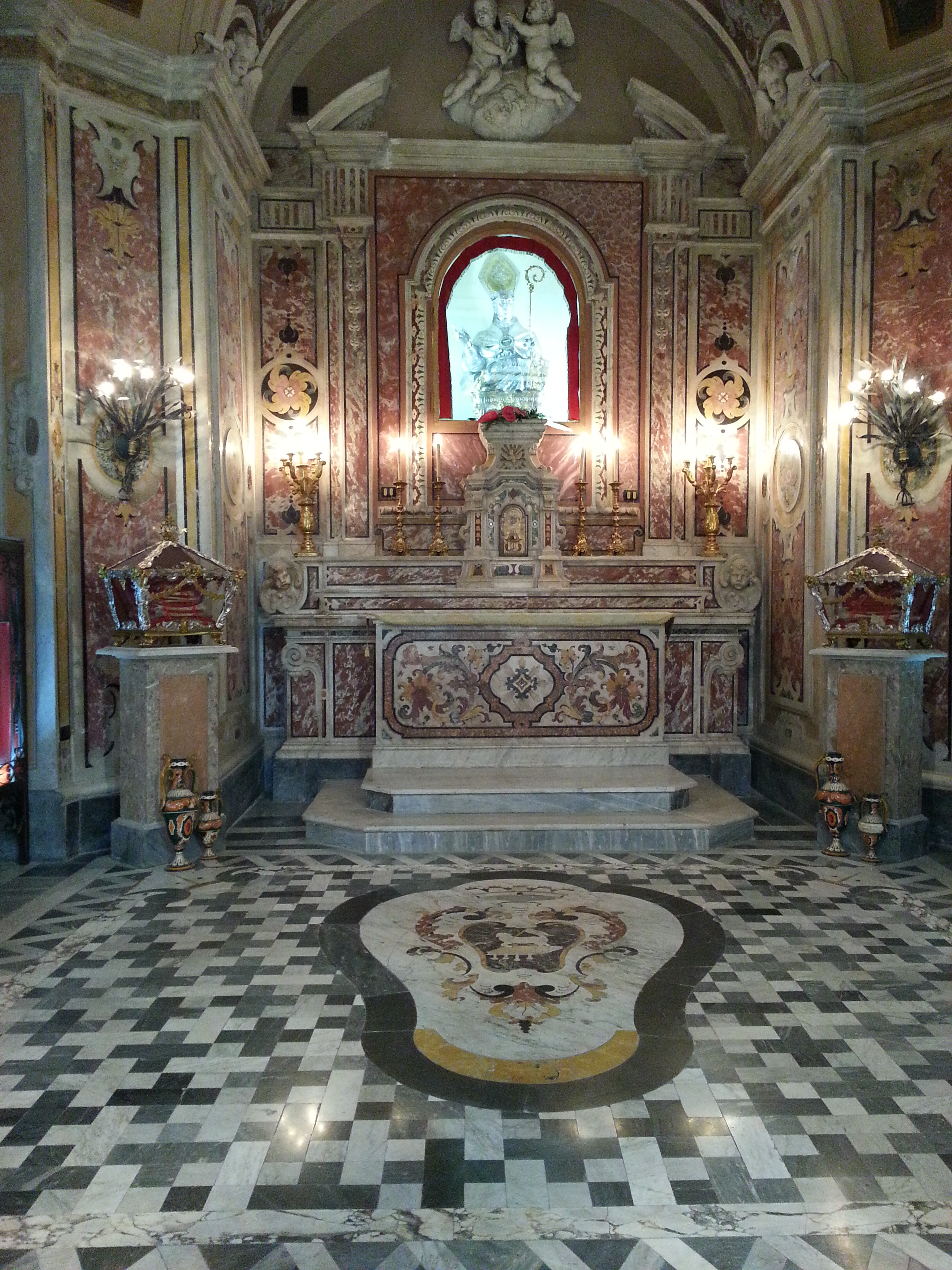
Часовня св. Модестина, собор Авеллино

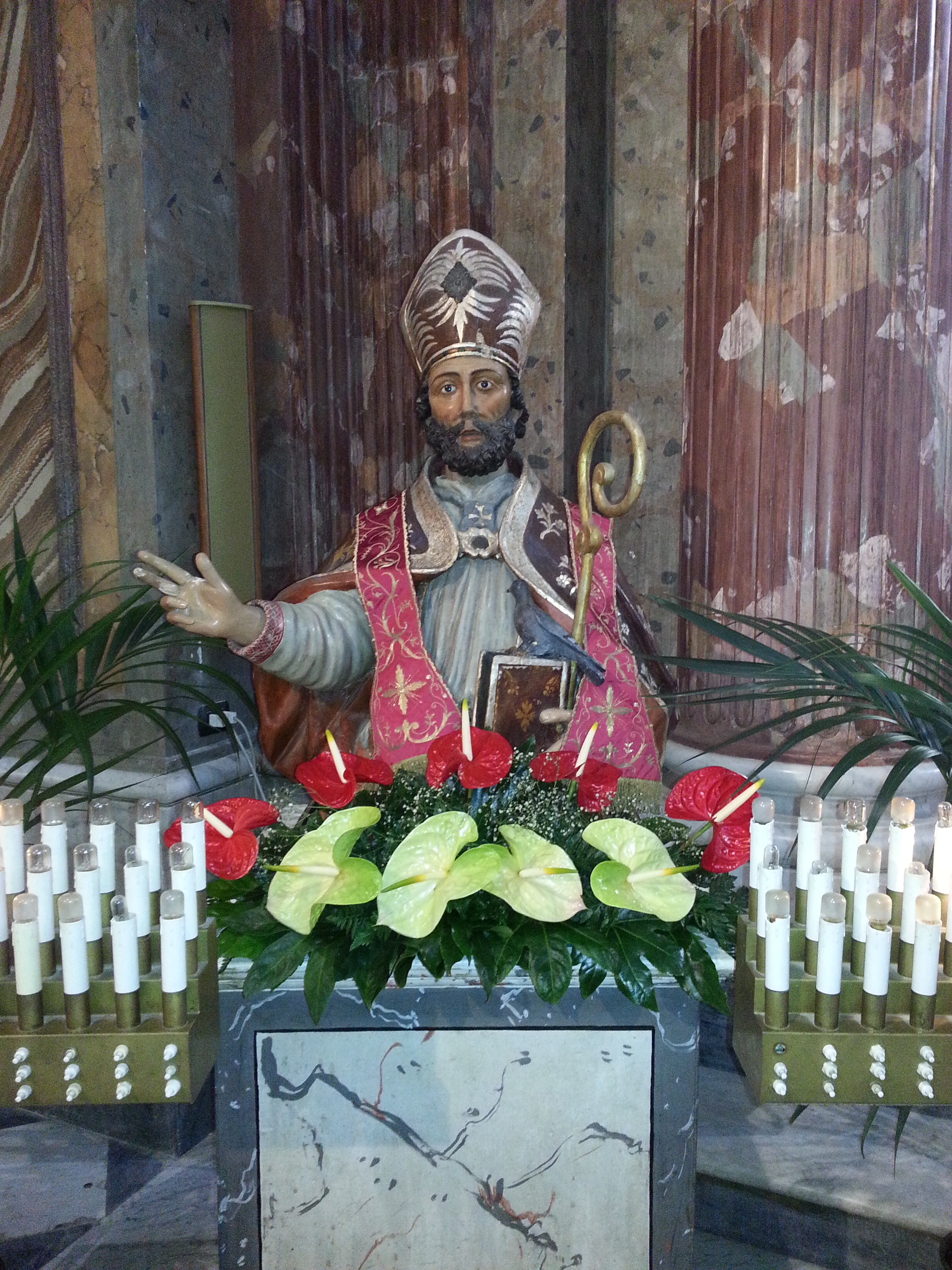
Деревянная статуя св. Модестина, крипта собора Авеллино